# اولنساکر
اولنساکر (به نروژی: Ullensaker) یکی از شهرداری‌های نروژ است که در آکرشوس واقع شده‌است. اولنساکر ۲۵۲ کیلومتر مربع مساحت و ۲۹٬۰۸۸ نفر جمعیت دارد.

## خواهرخوانده
شهرهای پورکارنس و بخش فالکنبری خواهرخوانده‌های اولنساکر هستند.